# Alja Varagić
Alja Varagić (rojena Koren), slovenska rokometašica, * 11. december 1990.

## Mednarodni dosežki
- EHF pokal pokalnih zmagovalk:
  - Polfinale: 2016